# Szürke szirtcápa
A szürke szirtcápa (Carcharhinus amblyrhynchos) a porcos halak (Chondrichthyes) osztályának kékcápaalakúak (Carcharhiniformes) rendjébe, ezen belül a kékcápafélék (Carcharhinidae) családjába tartozó faj.
A miocén időszakban élt hasonló fogszerkezetű Carcharhinus priscus gyakori volt Magyarország területén, mintegy 15 millió évvel ezelőtt, főleg a Börzsönyt, és a Visegrádi hegységet körülvevő korallzátonyok vizeiben.

## Előfordulása
Főként a trópusi tengerekben fordul elő.
Életmódja korallzátonyokhoz kötött, így a zsákmányát is itt szerzi.
A korallzátonyok nyílt-tenger felé néző oldalán él. A közepes mélységeket kedveli (20 métertől kb. 60-70 méterig), legfeljebb 150 méteres mélységig fordul elő. 
Nyugaton a Vörös-tengerig és az Indiai-óceán kelet-afrikai partvidékéig, keleten Polinéziáig fordul elő.

## Megjelenése
A kis, illetve a közepes méretű cápafajok közé tartozik. A nőstények általában nagyobbak, testhosszuk 2,5 méter is lehet. A hímek legfeljebb 2 méteresre nőnek meg. Testük megnyúlt, torpedó alakú. A mellúszók hajlított háromszög alakúak, a hátúszó a mell és a has alatti úszók között helyezkedik el. A kisebb második hátúszó alatt található a páratlan farok alatti úszó. Farokúszója jól fejlett, szerkezete aszimmetrikus, alsó és felső lebenyét fekete színű sáv díszíti. A hátúszó csúcsán és hátsó részén gyakran egy fehér színű csík található.

## Életmódja
Folyamatosan úszniuk kell, ha megállnak elsüllyednek és elpusztulnak, ezért az áramlatokban pihennek.
Megfigyelések alapján, a szirtcápák rendkívül kifinomult és fejlett testbeszéd jelekkel kommunikálnak egymással.
Csoportokban él, a kisebb, összetartó közösségeken belül az egyedek között mindig alá-fölérendeltség érvényesül. A csoportok, és azon belül az egyedek, saját területtel rendelkeznek, amit agresszívan védenek más cápafajokkal, vagy nagyobb méretű betolakodókkal (pl.: a búvárok) szemben.

### Táplálkozása
Nappal és éjjel is egyaránt vadásznak.
Táplálékukat a korallzátonyok mentén honos csontoshal-félék, pl.: a pillangósügérek, az angyalhalak, a papagájhal-félék és a fűrészes sügérek alkotják, de kedvelik a lábasfejűeket is, különösen a nyolckarú polip-féléket.

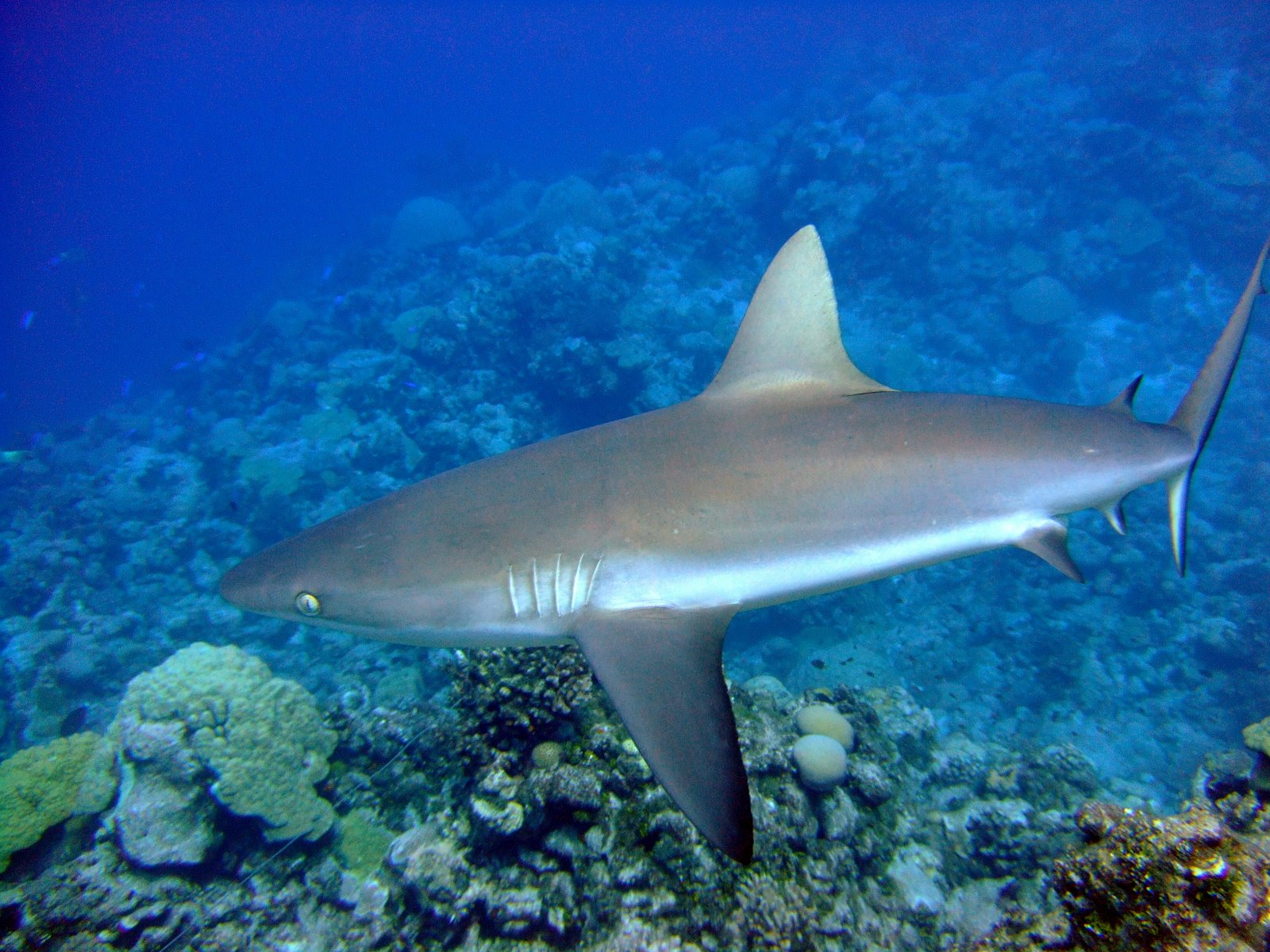
Teste torpedó alakú
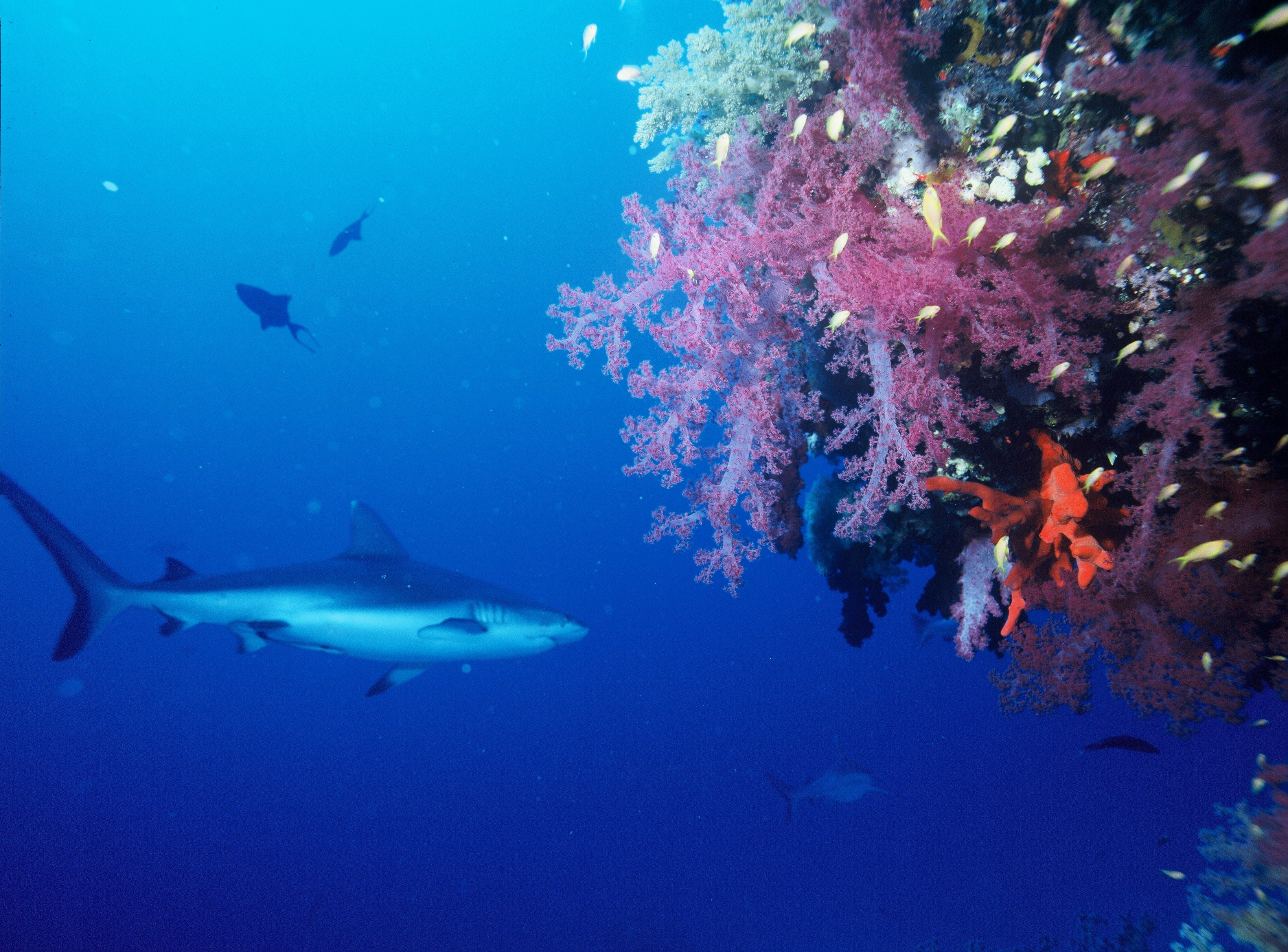
Élőhelye a korallzátony
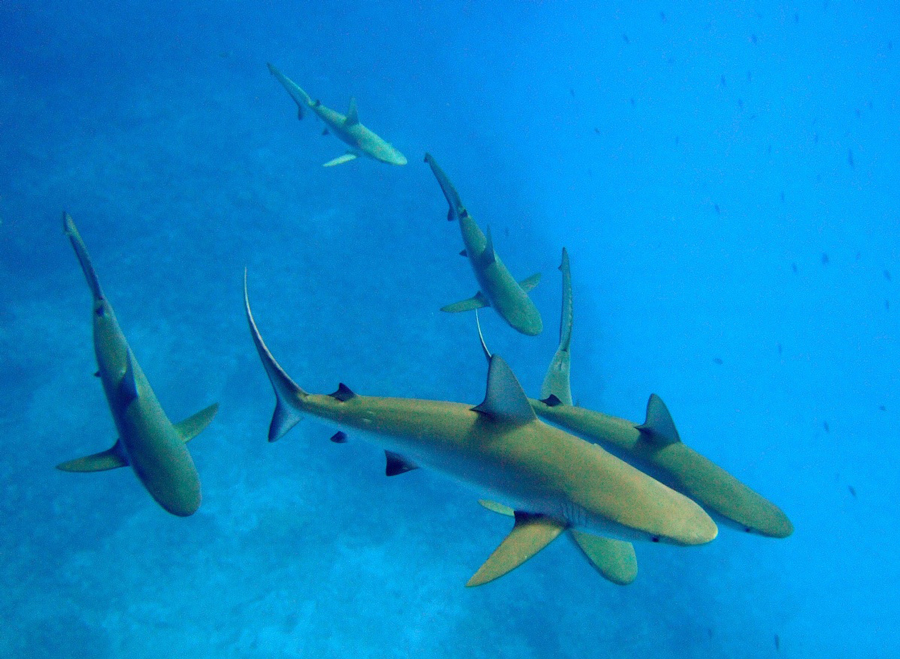
Csoportban él
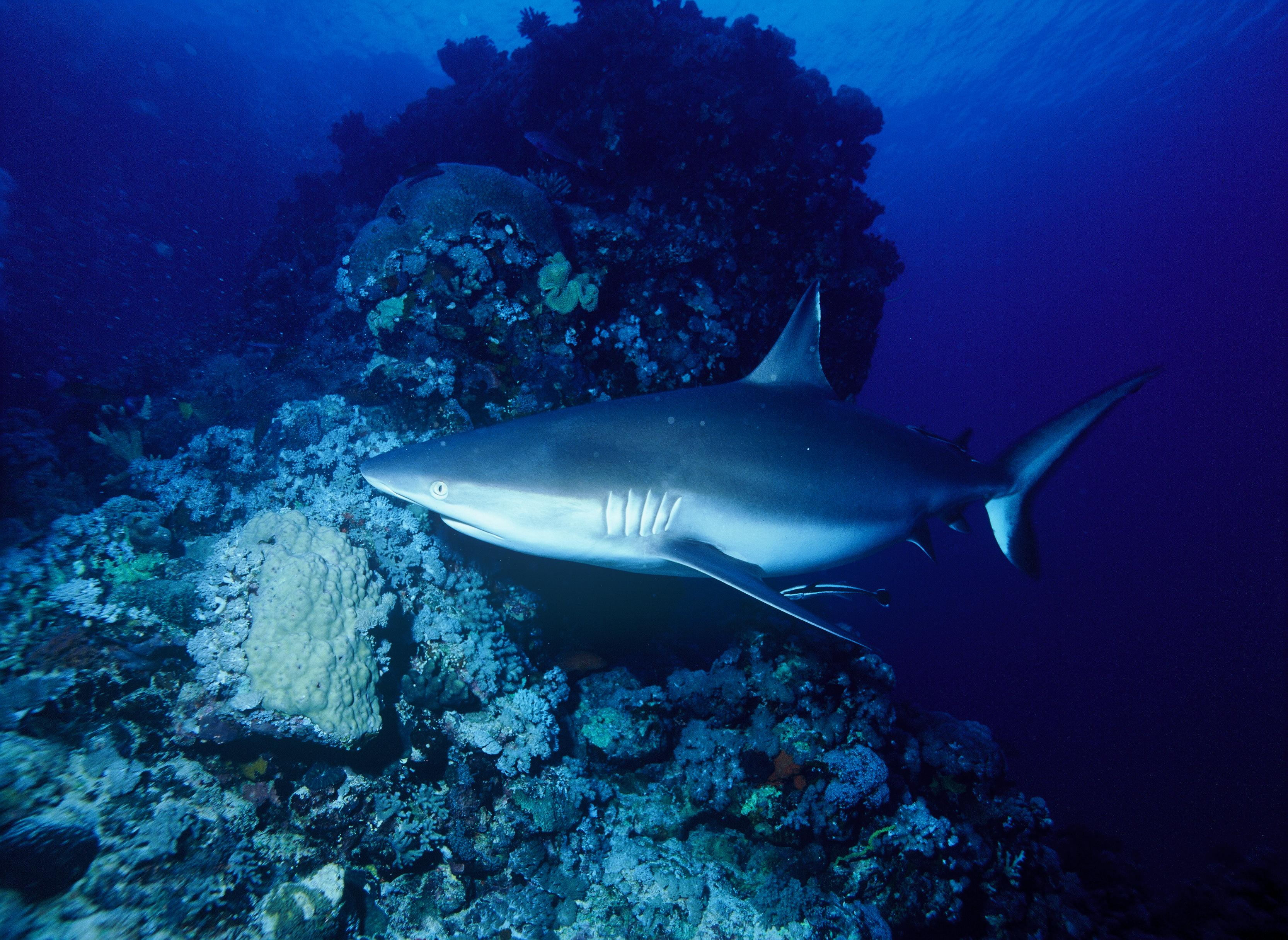
Éjszaka és nappal egyaránt aktív

## Szaporodása
Az ivarérettséget körülbelül 2 éves korban érik el. A párzási időszak nyáron van. 
Elevenszülő faj. A vemhességi idő kb. 12 hónap. Az utódok száma átlagosan 1-6, melyek születéskori testhossza már kb. 45-60 centiméter.
Az úszókon és a test hátsó részén hegek találhatók. Ezek a hímtől származnak, amely párzás közben harapdálja a nőstényt, hogy az ne tudjon elúszni.

## Támadások
Az emberre nézve csak mérsékelten veszélyes faj. Csak néhány, nem túl súlyos kimenetelű támadást ismerünk, amelyek kivétel nélkül területvédő támadásnak bizonyultak.

## A búvárok fő merülőhelyei
| Ország              | fő szezon         |
| ------------------- | ----------------- |
| Egyiptom            | május-szeptember  |
| Szudán              | május-szeptember  |
| Malajzia            | február-május     |
| India               | december-május    |
| Maldív szigetek     | egész évben       |
| Fülöp-szigetek      | november-június   |
| Seychelles-szigetek | szeptember-június |

### Fordítás
Ez a szócikk részben vagy egészben  a   Grey reef shark című angol Wikipédia-szócikk ezen változatának fordításán alapul.  Az eredeti cikk szerkesztőit annak laptörténete sorolja fel. Ez a jelzés csupán a megfogalmazás eredetét és a szerzői jogokat jelzi, nem szolgál a cikkben szereplő információk forrásmegjelöléseként.